# Little Thurrock
Little Thurrock is een plaats in het Engelse graafschap Essex. Het maakt deel uit van het district Thurrock. In 1870-72 telde het dorp 294 inwoners. Indertijd was het een civil parish in het naar de plaats Orsett genaamde district.